# Егзил
Егзил (лат. exilium) је изгнанство, прогонство; место борављења у прогонству; у ужем значењу: вавилонско робовање Јевреја, отуда: постегзилно доба, доба јеврејске историје после вавилонског робовања.
Егзил је повезан са ограничењима у слободи особе у матичној земљи. Насупрот егзилу, на новим одредишту нема ограничења или санкција личних слобода од владе државе која је одговорна за прогонство.